# Abel Korzeniowski
Abel Korzeniowski (phát âm tiếng Ba Lan: [ˈabɛl koʐɛˈɲɔfski]; sinh ngày 18 tháng 7 năm 1972) là nhà soạn nhạc cho phim điện ảnh và nhạc kịch người Ba Lan.

## Cuộc đời và sự nghiệp
Korzeniowski được sinh ra ở Kraków. Ông đã tiếp xúc với âm nhạc từ khi còn rất nhỏ. Mẹ ông chơi cello trong khi cả hai anh em Antoni và Andrzej của ông đều là nhạc sĩ. Ông tốt nghiệp Học viện Âm nhạc tại Krakow, chuyên ngành cello và trở thành nhà soạn nhạc với sự trợ giúp của Krzysztof Penderecki. Một thời gian sau, với tư cách là nhà soạn nhạc cho các bộ phim và vở kịch, ông dần dần được ủng hộ và nhận được giải thưởng Ludwik (Nagroda Ludwika) năm 2009.
Ông là nhà soạn nhạc và xử lí âm thanh cho một số bộ phim Ba Lan như: Big Animal, Tomorrow's Weather, An Angel in Krakow, cũng như các tác phẩm của Hollywood: Battle for Terra, Pu-239 (phim), Tickling Leo, A Single Man và WE.
Ông đã giành được một giải thưởng của Hiệp hội phê bình phim San Diego năm 2009 cho nhạc phim hay nhất trong A Single Man và thậm chí còn được đề cử Quả cầu vàng năm 2009 ở hạng mục nhạc phim xuất sắc nhất với bộ phim này. Năm 2012, ông được đề cử Nhạc phim xuất sắc nhất cho bộ phim WE, tại Lễ trao giải Quả cầu vàng lần thứ 69.
Ông đã cho ra mắt album thu âm mới của Patricia Kaas, như một sự tôn vinh dành cho Edith Piaf, một trong những nghệ sĩ trình diễn tốt nhất của thế kỷ 20.

## Sự nghiệp
- The Nun (2018)
- Nocturnal Animals (2016)
- A Grain of Truth (2014)
- Penny Dreadful (20141616) (phim truyền hình)
- Romeo &amp; Juliet (2013)
- Escape from Tomorrow (2013)
- Kaas chante Piaf (2012)
- WE (2012)
- Copernicus' Star (2011)
- A Single Man (2009)
- Tickling Leo (2009)
- Confessions of a Go-Go Girl (2008)
- What We Take from Each Other (2008)
- Battle for Terra (2007)
- Pu-239 (2007)
- Metropolis (phim 1927) (điểm mới 2004)
- Tomorrow's Weather (2003)
- An Angel in Cracow (2002)
- Big Animal (2000)

## Giải thưởng và đề cử

### Giải thưởng
- Giải thưởng Thủ công Truyền hình Học viện Anh 2015 (BAFTA) cho Âm thanh xuất sắc nhất [3] - Penny Dreadful
- Hiệp hội phê bình âm nhạc phim quốc tế 2013 (IFMCA) dành cho nhà soạn nhạc phim của năm [4] - Romeo và Juliet, Escape from Tomorrow
- Hiệp hội phê bình âm nhạc phim quốc tế 2013 (IFMCA) cho Nhạc phim xuất sắc nhất cho một bộ phim truyền hình - Romeo và Juliet
- Hiệp hội phê bình âm nhạc phim quốc tế 2013 (IFMCA) cho Nhạc phim của năm - Romeo và Juliet
- Giải thưởng CUE 2011 Nhạc phim hay nhất và Xử lí âm thanh hay nhất - WE ("Dance for Me, Wallis").
- Giải thưởng nhạc phim thế giới năm 2010 Sự lựa chọn công khai và khám phá của năm [5] - A Single Man
- Hiệp hội Cinephile quốc tế 2010 (ICS) cho Nhạc phim hay nhất [6] - A Single Man
- Giải thưởng AFT 2010 cho Nhạc phim hay nhất [7] - A Single Man
- Hiệp hội phê bình âm nhạc phim quốc tế năm 2009 (IFMCA) cho Nhạc phim xuất sắc cho một bộ phim truyền hình [8] - A Single Man
- Hiệp hội phê bình phim San Diego 2009 cho Nhạc phim xuất sắc nhất - A Single Man
- Giải thưởng Hiệp sĩ vàng 2005 cho Nhà soạn nhạc xuất sắc nhất - Tomorrow's Weather
- Giải thưởng Jancio Wodnik 2002 cho Âm thanh hay nhất - An Angel in Cracow
- Giải thưởng Ludwik 2002 cho Âm thanh hay nhất cho vở kịch - Kafka

### Đề cử
- Giải thưởng Anthony Asquith năm 2016 cho Nhạc phim xuất sắc nhất cho bộ phim - Nocturnal Animals
- Đề cử giải thưởng IFMCA 2015 cho Nhạc phim tốt nhất cho sê-ri Truyền hình - Penny Dreadful
- Đề cử Quả cầu vàng 2011 cho Nhạc phim xuất sắc nhất - WE
- Đề cử giải thưởng IFMCA 2011 cho Nhạc phim xuất sắc nhất cho một bộ phim truyền hình - WE
- Học viện nhạc phim thế giới 2010 2010 cho Nhạc phim hay nhất trong năm - A Single Man
- Giải Quả cầu vàng năm 2009 cho Nhạc phim xuất sắc nhất - A Single Man
- Giải thưởng Golden Duck năm 2001 cho Nhà soạn nhạc phim xuất sắc nhất
- 2000 Golden Lions Award 2000 cho Âm thanh xuất sắc nhất - Big Animal